# ألف وارد
ألف وارد (بالإنجليزية: Alf Ward)‏ هو لاعب كرة قدم بريطاني (وحمل سابقاً جنسية المملكة المتحدة لبريطانيا العظمى وأيرلندا) في مركز الدفاع، ولد في 1883 في المملكة المتحدة، وتوفي في 1926. لعب مع برايتون أند هوف ألبيون ونادي أبردين ونادي برادفورد بارك أفنيو ونادي ساوثهامبتون ونوتس كاونتي.